# First Division 1952-1953
La First Division 1952-1953 è stata la 54ª edizione della massima serie del campionato inglese di calcio, disputato tra il 23 agosto 1952 e il 25 maggio 1953 e concluso con la vittoria del Arsenal, al suo settimo titolo.
Capocannoniere del torneo è stato Charlie Wayman (Preston N.E.) con 24 reti.

## Stagione

### Novità
Al posto delle retrocesse Huddersfield Town e Fulham sono saliti dalla Second Division lo Sheffield Weds e il Cardiff City.

## Squadre partecipanti
| Squadra         | Stagione | Città               | Stadio               | Stagione precedente                   |
| --------------- | -------- | ------------------- | -------------------- | ------------------------------------- |
| Arsenal         | dettagli | Londra              | Highbury             | 3º posto in First Division            |
| Aston Villa     | dettagli | Birmingham          | Villa Park           | 6º posto in First Division            |
| Blackpool       | dettagli | Blackpool           | Bloomfield Road      | 9º posto in First Division            |
| Bolton          | dettagli | Bolton              | Burnden Park         | 5º posto in First Division            |
| Burnley         | dettagli | Burnley             | Turf Moor            | 14º posto in First Division           |
| Cardiff City    | dettagli | Cardiff             | Ninian Park          | 2º posto in Second Division, promosso |
| Charlton        | dettagli | Londra              | The Valley           | 10º posto in First Division           |
| Chelsea         | dettagli | Londra              | Stamford Bridge      | 19º posto in First Division           |
| Derby County    | dettagli | Derby               | Baseball Ground      | 17º posto in First Division           |
| Liverpool       | dettagli | Liverpool           | Anfield              | 11º posto in First Division           |
| Manchester City | dettagli | Manchester          | Maine Road           | 15º posto in First Division           |
| Manchester Utd  | dettagli | Manchester          | Old Trafford         | 1º posto in First Division            |
| Middlesbrough   | dettagli | Middlesbrough       | Ayresome Park        | 18º posto in First Division           |
| Newcastle Utd   | dettagli | Newcastle upon Tyne | St James' Park       | 8º posto in First Division            |
| Portsmouth      | dettagli | Portsmouth          | Fratton Park         | 4º posto in First Division            |
| Preston N.E.    | dettagli | Preston             | Deepdale             | 7º posto in First Division            |
| Sheffield Weds  | dettagli | Sheffield           | Hillsborough Stadium | 1º posto in Second Division, promosso |
| Stoke City      | dettagli | Stoke-on-Trent      | Victoria Ground      | 20º posto in First Division           |
| Sunderland      | dettagli | Sunderland          | Roker Park           | 12º posto in First Division           |
| Tottenham       | dettagli | Londra              | White Hart Lane      | 2º posto in First Division            |
| West Bromwich   | dettagli | West Bromwich       | The Hawthorns        | 13º posto in First Division           |
| Wolverhampton   | dettagli | Wolverhampton       | Molineux Stadium     | 16º posto in First Division           |

## Classifica finale
|       | Pos. | Squadra         | Pt | G  | V  | N  | P  | GF | GS | Med   |
| ----- | ---- | --------------- | -- | -- | -- | -- | -- | -- | -- | ----- |
|       | 1.   | Arsenal         | 54 | 42 | 21 | 12 | 9  | 97 | 64 | 1.516 |
|       | 2.   | Preston N.E.    | 54 | 42 | 21 | 12 | 9  | 85 | 60 | 1.417 |
|       | 3.   | Wolverhampton   | 51 | 42 | 19 | 13 | 10 | 86 | 63 | 1.365 |
|       | 4.   | West Bromwich   | 50 | 42 | 21 | 8  | 13 | 66 | 60 | 1.100 |
|       | 5.   | Charlton        | 49 | 42 | 19 | 11 | 12 | 77 | 63 | 1.222 |
|       | 6.   | Burnley         | 48 | 42 | 18 | 12 | 12 | 67 | 52 | 1.288 |
| [ 2 ] | 7.   | Blackpool       | 47 | 42 | 19 | 9  | 14 | 71 | 70 | 1.014 |
|       | 8.   | Manchester Utd  | 46 | 42 | 18 | 10 | 14 | 69 | 72 | 0.958 |
|       | 9.   | Sunderland      | 43 | 42 | 15 | 13 | 14 | 68 | 82 | 0.829 |
|       | 10.  | Tottenham       | 41 | 42 | 15 | 11 | 16 | 78 | 69 | 1.130 |
|       | 11.  | Aston Villa     | 41 | 42 | 14 | 13 | 15 | 63 | 61 | 1.033 |
|       | 12.  | Cardiff City    | 40 | 42 | 14 | 12 | 16 | 54 | 46 | 1.174 |
|       | 13.  | Middlesbrough   | 39 | 42 | 14 | 11 | 17 | 70 | 77 | 0.909 |
|       | 14.  | Bolton          | 39 | 42 | 15 | 9  | 18 | 61 | 69 | 0.884 |
|       | 15.  | Portsmouth      | 38 | 42 | 14 | 10 | 18 | 74 | 83 | 0.892 |
|       | 16.  | Newcastle Utd   | 37 | 42 | 14 | 9  | 19 | 59 | 70 | 0.843 |
|       | 17.  | Liverpool       | 36 | 42 | 14 | 8  | 20 | 61 | 82 | 0.744 |
|       | 18.  | Sheffield Weds  | 35 | 42 | 12 | 11 | 19 | 62 | 72 | 0.861 |
|       | 19.  | Chelsea         | 35 | 42 | 12 | 11 | 19 | 56 | 66 | 0.848 |
|       | 20.  | Manchester City | 35 | 42 | 14 | 7  | 21 | 72 | 87 | 0.828 |
|       | 21.  | Stoke City      | 34 | 42 | 12 | 10 | 20 | 53 | 66 | 0.803 |
|       | 22.  | Derby County    | 32 | 42 | 11 | 10 | 21 | 59 | 74 | 0.797 |

Legenda:
      Campione d'Inghilterra.
      Retrocessa in Second Division.
Regolamento:
Due punti a vittoria, uno a pareggio, zero a sconfitta.
A parità di punti le squadre venivano classificate secondo il quoziente reti.

## Statistiche

### Squadre

#### Capoliste solitarie
Fonte:
|    | —— | —— | ——        | ——        | ——        | ——        | —— | —— | ——  | ——  | ——            | ——            | ——            | ——  | ——  | ——  | ——  | ——  | ——  | ——  | ——  | ——  | ——  | ——  | ——      | ——      | ——      | ——      | ——  | ——  | ——  | ——  | ——           | ——           | ——           | ——           | ——           | ——  | ——  | ——  | ——  | —— |  |
|    |    |    | Liverpool | Liverpool | Liverpool | Liverpool |    |    | WB  |     | Wolverhampton | Wolverhampton | Wolverhampton | Sun |     | Wol |     |     |     | Wol |     | WB  | Ars |     | Arsenal | Arsenal | Arsenal | Arsenal |     |     |     |     | Preston N.E. | Preston N.E. | Preston N.E. | Preston N.E. | Preston N.E. |     | Ars |     |     |    |  |
|    |    |    |           |           |           |           |    |    |     |     |               |               |               |     |     |     |     |     |     |     |     |     |     |     |         |         |         |         |     |     |     |     |              |              |              |              |              |     |     |     |     |    |  |
|    |    |    |           |           |           |           |    |    |     |     |               |               |               |     |     |     |     |     |     |     |     |     |     |     |         |         |         |         |     |     |     |     |              |              |              |              |              |     |     |     |     |    |  |
| 1ª | 2ª | 3ª | 4ª        | 5ª        | 6ª        | 7ª        | 8ª | 9ª | 10ª | 11ª | 12ª           | 13ª           | 14ª           | 15ª | 16ª | 17ª | 18ª | 19ª | 20ª | 21ª | 22ª | 23ª | 24ª | 25ª | 26ª     | 27ª     | 28ª     | 29ª     | 30ª | 31ª | 32ª | 33ª | 34ª          | 35ª          | 36ª          | 37ª          | 38ª          | 39ª | 40ª | 41ª | 42ª |    |  |